# Onur Balkan
Onur Balkan (Izmit, 10 de marzo de 1996) es un ciclista profesional turco que desde 2019 corre para el equipo continental Sakarya BB Pro Team. Representó a su país en los Juegos Olímpicos de Río de Janeiro 2016.

## Palmarés
2015
- 1 etapa del Tour de Canakkale
- 1 etapa del Tour de Mersin
- 1 etapa del Tour del Mar Negro
- 2 etapas del Tour de Ankara
- 1 etapa del Tour del Egeo

2016
- Campeonato de Turquía en Ruta
- 1 etapa de la Vuelta a Marruecos

2017
- Campeonato de Turquía en Ruta
- 3.º en el Campeonato de Turquía Contrarreloj

2018
- Tour del Mediterráneo, más 2 etapas
- 1 etapa del Tour de Mesopotamia
- Tour de Mevlana
- Campeonato de Turquía en Ruta
- 1 etapa de la Vuelta al Lago Qinghai[2]
- 1 etapa del Tour de Capadocia
- 1 etapa del Tour de Rumania

2019
- Gran Premio Justiniano Hotels
- 1 etapa del Tour de Mesopotamia
- Tour del Mar Negro, más 2 etapas
- Tour de Ribas
- Bursa Orhangazi Race[3]
- 2.º en el Campeonato de Turquía Contrarreloj
- 2.º en el Campeonato de Turquía en Ruta
- Gran Premio Velo Erciyes
- 1 etapa del Tour de Anatolia Central
- Tour de Kayseri, más 1 etapa
- Fatih Sultan Mehmet Edirne Race[4]

2020
- Campeonato de Turquía en Ruta

2021
- Gran Premio Mediterráneo
- Campeonato de Turquía en Ruta

2022
- 1 etapa del Tour de Sharjah
- Gran Premio de Gazipaşa
- 3.º en el Campeonato de Turquía en Ruta